# Gennarus ornatus
Gennarus ornatus är en skalbaggsart som beskrevs av Karl Adlbauer 2008. Gennarus ornatus ingår i släktet Gennarus och familjen långhorningar. Inga underarter finns listade i Catalogue of Life.